# 1186
Cette page concerne l'année 1186  du calendrier julien. Pour l'année 1186 av. J.-C., voir 1186 av. J.-C.
L'année 1186 est une année commune qui commence un mercredi.

## Événements
- 4 mars : Saladin signe un traité avec Mas'ud Ier qui lui donne le contrôle de Mossoul[1].

- Mai - juin : échec du premier siège de Nichapur par le Khwârazm-Shahs qui la prend l’année suivante après un second siège[2]. Les Saljûqides du Kermãn sont attaqués par les Oghuz.

- 11 août : Al-Afdal, fils aîné de Saladin rejoint son père à Damas. Il en devient le gouverneur[3].
- 15 septembre[4] : Sibylle et Guy de Lusignan se font couronner reine et roi de Jérusalem avec l’appui du grand-maître du Temple. Le pouvoir effectif passe au parti de Renaud de Châtillon. Ulcéré, Raymond III de Tripoli demande l’appui de Saladin[5].
- Durant l'hiver 1186-1187, Renaud de Châtillon attaque une caravane de pèlerins et de marchands arabes qui se dirigeait vers La Mecque rompant la trêve conclue avec Saladin[6].

- En Inde, le dernier des Ghaznévides, le roi de Lahore Khosrô Malek, est vaincu par Muhammad ibn Sam. Les Ghurides s’emparent du Pendjab[7].

### Europe
- 27 janvier : la fille de Roger II de Sicile, Constance de Sicile, épouse à Milan Henri VI de Souabe, fils de Frédéric Barberousse. Les rois de Sicile abandonnent le parti Guelfe. Le même jour Henri est couronné roi d’Italie avec le titre de César[8] par le patriarche d’Aquilée. Le pape Urbain III, qui n’approuve ni le couronnement, ni le mariage, suspend de leurs fonctions les prélats qui ont participé à la cérémonie[9].
- Mai - juin : campagne de Isaac II Ange contre les Bulgares révoltés. Il parvient à les rejeter de l’autre côté du Danube. À la fin de l’année, les chefs des révoltés, les  frères Pierre et Ivan Asen recrutent une armée de Coumans et de Valaques pour contrer l'offensive byzantine. En 1189, ils rétablissent le royaume de Bulgarie entre Balkans et Danube[10].

- 1er juin : le pape Urbain III consacre l’archevêque de Trèves Fulmar après avoir déposé le candidat de l’empereur Frédéric Barberousse, ce qui aggrave les tensions[11].

- 17 août : traité de Georgenberg (Georgenberger Handfeste)[12] entre Ottokar IV de Styrie et Léopold V de Babenberg selon lequel la Styrie devient une partie de l’Autriche (appliqué en 1192).
- 19 août : Geoffroy II meurt accidentellement au cours d’un tournois à Paris la duchesse Constance, enceinte de leur fils Arthur, gouverne la Bretagne (fin en 1201)[13].

- 28 novembre : assemblée de Gelnhausen[14]. L’épiscopat germanique adresse des remontrances au pape Urbain III, le rendant responsable de la rupture avec l’empereur. Le pape, qui a l’intention d’excommunier l’empereur, quitte Vérone pour Ferrare[11].

- Knut VI de Danemark conquiert la Poméranie et le Mecklembourg[15].